# 统计过程控制

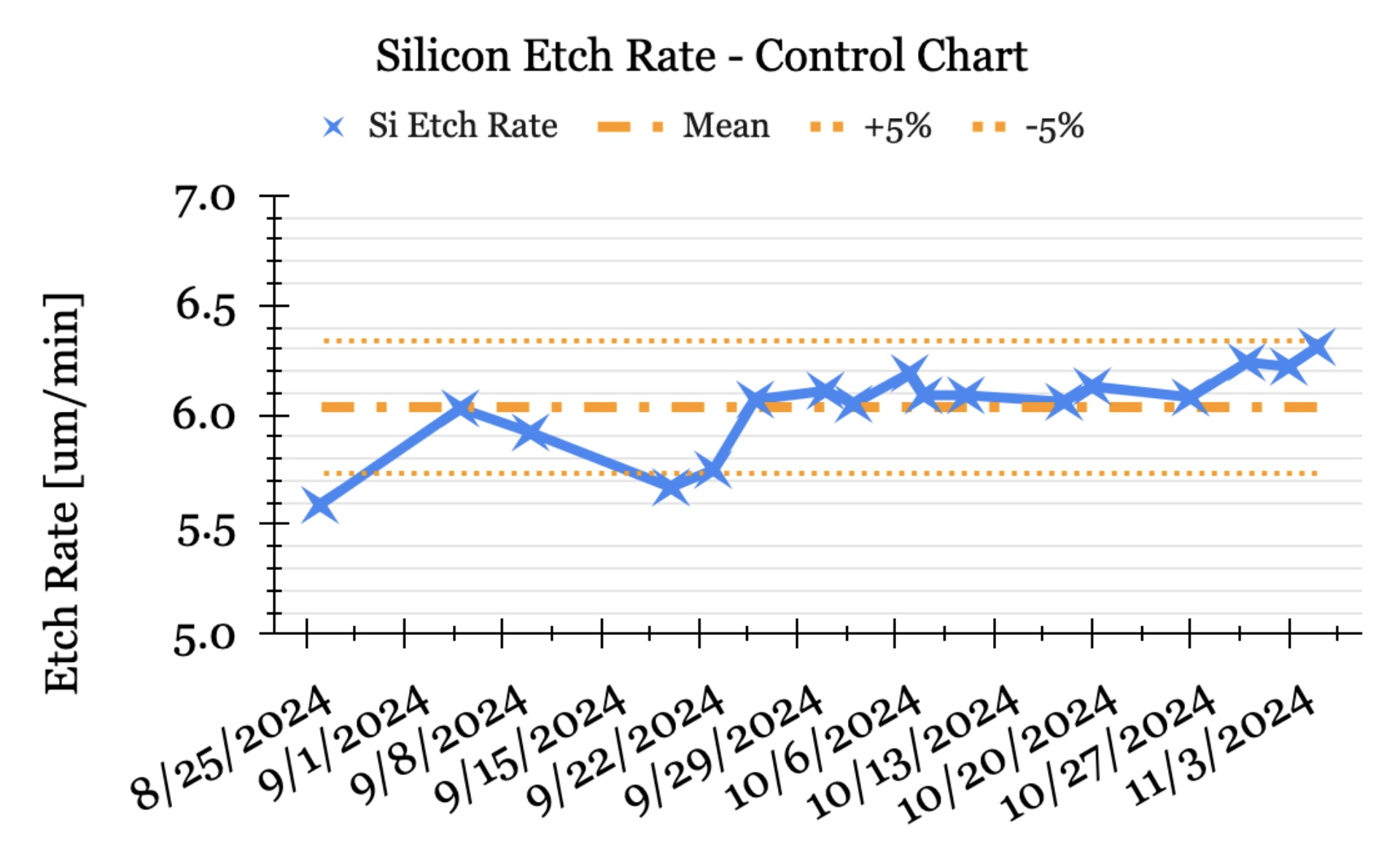
管制圖的例子，在微电子晶圓製程中追蹤ICP電漿蝕刻的蝕刻率。在時間序列資料中也標示平均值以及其±5%的上下限。更複雜的管制圖會再標示管制界限（control limit）和規格界限（spec limit），以說明需進行的對策。

統計流程管理（Statistical process control，縮寫SPC）是品質管理的一種方法，该方法采用管制圖統計方法來監測和管理相關流程，以助于确保流程高效运行，生产出更多符合规范的产品，减少浪费（返工或报废）。統計流程管理可以应用于可以测量“合格產品”（符合規格的產品）输出的任何过程。 关键工具包括趋势图、控制图，对持续改进的关注以及实验设计。当代生产线中已在运用统计过程控制。美国贝尔实验室科学家沃特·安德鲁·休哈特是该过程的发明者。